# 하타다 나오키
하타다 나오키(일본어: 畑田 真輝, 1990년 9월 11일 ~ )는 일본의 전 축구 선수이다.

## 구단 경력
과거 방포레 고후, 블라우블리츠 아키타, AC 나가노 파르세이루, 가이나레 돗토리에서 활동하였다.